# Championnat de Belgique de football 1899-1900
Navigation
Saison précédente Saison suivante
Le championnat de Belgique de football 1899-1900 est la cinquième saison du championnat de première division belge. Comme la saison précédente, il porte le nom officiel de « Division 1 », et est organisé en deux poules géographiques, dont les vainqueurs se rencontrent en finale pour désigner le champion.
Trois nouveaux clubs font leur apparition en championnat. Le CS Brugeois et le SC Courtraisien sont admis directement. Ils sont accompagnés par le  Skill FC de Bruxelles, qui avait remporté la « Division 2 », le championnat des réserves et des clubs débutants, la saison passée. Ce dernier club déclare un forfait général après cinq rencontres, dont deux ont leur score modifié en défaite par forfait. Le Racing Club de Gand, club issu de la fusion en fin de saison dernière entre trois clubs gantois, le Sport Pédestre de Gand, l'Athletic Club Gantois et le Football Club Gantois, participe pour la première fois au championnat sous cette appellation.
En fin de saison, le Racing de Bruxelles décroche le titre pour la deuxième fois de son Histoire après une large victoire en finale face au FC Brugeois.

## Clubs participants
Dix clubs prennent part à la compétition, c'est un de plus que lors de l'édition précédente. Ceux dont le matricule est mis en gras existent toujours aujourd'hui.
| #  | Nom                                  | Mat. | Ville     | Terrain                               | En D1 depuis (série) | Total en D1 | Saison précédente |
| -- | ------------------------------------ | ---- | --------- | ------------------------------------- | -------------------- | ----------- | ----------------- |
| 1  | Antwerp Football Club                | 1    | Anvers    | Zuremborg (à côté du Vélodrome)       | 1895-1896 (5e)       | 5e          | Série A : 5e      |
| 2  | Cercle Sportif Brugeois              | 12   | Bruges    | près de l'école St-François-Xavier    | 1899-1900 (1re)      | 1re         | N/A               |
| 3  | Football Club Brugeois               | 3    | Bruges    | Het Ratteplein                        | 1898-1899 (2e)       | 3e          | 2e                |
| 4  | Athletic & Running Club de Bruxelles | N/A  | Uccle     | ?                                     | 1896-1897 (4e)       | 4e          | Série A : 4e      |
| 5  | Léopold Club de Bruxelles            | 5    | Ixelles   | Plaine Ten Bosch                      | 1895-1896 (5e)       | 5e          | Série A : 3e      |
| 6  | Racing Club de Bruxelles             | 6    | Uccle     | site de Longchamps (ancien Vélodrome) | 1895-1896 (5e)       | 5e          | Série A : 2e      |
| 7  | Skill Football Club de Bruxelles     | N/A  | Molenbeek | ?                                     | 1899-1900 (1re)      | 1re         | N/A               |
| 8  | Sporting Club Courtraisien           | N/A  | Courtrai  | ?                                     | 1899-1900 (1re)      | 1re         | N/A               |
| 9  | Racing Club de Gand                  | 11   | Gand      | ?                                     | 1898-1899 (2e)       | 2e          | N/A               |
| 10 | Football Club Liégeois               | 4    | Cointe    | Plaine du Champ d'Oiseaux             | 1895-1896 (5e)       | 5e          | 1er               |

### Localisations
| Antwerp FC FC Liégeois Bruxelles FC Brugeois CS Brugeois RC de Gand SC Courtraisien |

#### Localisation des clubs bruxellois
les 4 cercles bruxellois sont :
Léopold CB
Racing CB
A&RC de Bruxelles (localisation incertaine)
Skill FC de Bruxelles (localisation incertaine)

## Résultats
Légende
- Champion de Belgique 1900
- Club qualifié pour la finale du championnat
- Club devant disputer un tes-match pour se qualifier pour la finale du championnat
- Clubs ayant choisi de ne pas se présenter la saison suivante

Abréviations
T : Tenant du titre 1899

 : nouveau venu depuis la saison précédente

### Série des provinces du Brabant, d'Anvers et de Liège

#### Résultats des rencontres
Les six équipes engagées disputent vingt des trente rencontres au programme, les dix autres se soldant sur un forfait.
| Résultats (▼dom., ►ext.)                                   | ANT  | ARC  | LEO  | RAC  | SKI  | FCL  |
| Antwerp FC                                                 |      | 1-3  | 5-0F | 5-0F | 1-2* | 5-3  |
| Athletic & Running CB                                      | 2-2  |      | 0-0  | 4-1  | 5-0F | 1-2  |
| Léopold CB                                                 | 1-3  | 0-5F |      | 3-2  | 3-1  | 6-0  |
| Racing CB                                                  | 4-0  | 5-0  | 5-0F |      | 10-1 | 5-0F |
| Skill FC Bruxelles                                         | 0-5F | 1-1* | 0-5F | 0-5F |      | 1-3  |
| FC Liégeois                                                | 1-1  | 3-2  | 4-2  | 0-1  | 5-0F |      |
| - Victoire à domicile - Match nul - Victoire à l'extérieur |      |      |      |      |      |      |

- 5-0F = Forfait, score de forfait infligé car l'équipe décrétée perdante ne s'est pas déplacée ou ne s'est pas présentée.
- Deux rencontres, indiquée par un « * », voient leur résultat modifié en score de forfait sur tapis vert.
  - Skill FC de Bruxelles-Athletic & Running CB : de 1-1 en 0-5
  - Antwerp FC-Skill FC de Bruxelles : de 1-2 à 5-0

Dix rencontres ne sont pas jouées, dont cinq concernant le Skill FC de Bruxelles, qui déclare un forfait général à la mi-saison.

#### Classement final
| Rang | Équipe                | Pts | J  | G | N | P  | Bp | Bc | Diff |
| ---- | --------------------- | --- | -- | - | - | -- | -- | -- | ---- |
| 1    | Racing CB             | 14  | 10 | 7 | 0 | 3  | 23 | 8  | +15  |
| 2    | Antwerp FC            | 14  | 10 | 6 | 2 | 2  | 12 | 14 | -2   |
| 3    | Athletic & Running CB | 12  | 10 | 5 | 2 | 3  | 12 | 14 | -2   |
| 4    | FC Liégeois T         | 11  | 10 | 5 | 1 | 4  | 16 | 19 | -3   |
| 5    | Léopold CB            | 9   | 10 | 4 | 1 | 5  | 15 | 10 | +5   |
| 6    | Skill FC Bruxelles    | 0   | 10 | 0 | 0 | 10 | 3  | 16 | -13  |

#### Test-match
Aucun critère n'étant prévu pour départager deux équipes à égalité de points, un test-match est organisé sur terrain neutre pour déterminer qui sera le finaliste du championnat entre le Racing CB et l'Antwerp FC. Celui-ci est joué à Louvain, et voit la victoire du club bruxellois.
| Date                                                       | Match                  | Résultat |
| ---------------------------------------------------------- | ---------------------- | -------- |
| 8 avril 1900                                               | Racing CB - Antwerp FC | 1-0      |
| Racing CB qualifié pour la finale                          |                        |          |
| Antwerp FC choisit de ne pas participer la saison suivante |                        |          |

### Série des provinces de Flandre-Orientale et Flandre-Occidentale
Contrairement à la saison précédente, cette série est jouée sous la forme d'un mini-championnat et plus au format « Coupe ».
Aucune source fiable connue ne donne le résultat des rencontres. Par contre, le classement final est certain.

#### Résultats des rencontres
| Résultats (▼dom., ►ext.)                                   | CSB | FCB | COU | RCG |
| CS Brugeois                                                |     | -   | -   | -   |
| FC Brugeois                                                | -   |     | -   | -   |
| SC Courtraisien                                            | -   | -   |     | -   |
| RC de Gand                                                 | -   | -   | -   |     |
| - Victoire à domicile - Match nul - Victoire à l'extérieur |     |     |     |     |

#### Classement final
| Rang | Équipe          | Pts | J | G | N | P | Bp | Bc | Diff |
| ---- | --------------- | --- | - | - | - | - | -- | -- | ---- |
| 1    | FC Brugeois     | ?   | 6 | ? | ? | ? | 0  | 0  | 0    |
| 2    | CS Brugeois     | ?   | 6 | ? | ? | ? | 0  | 0  | 0    |
| 3    | RC de Gand      | ?   | 6 | ? | ? | ? | 0  | 0  | 0    |
| 4    | SC Courtraisien | ?   | 6 | ? | ? | ? | 0  | 0  | 0    |

#### Incertitude courtraisienne
Le SC Courtraisien, ou selon certaines sources FC Coutraisien, est un des premiers clubs créés dans la cité des Éperons d'Or.  Le FC Courtraisien est dissous et démissionne de la fédération en 1906. Reconstitué en 1910, il se réaffilie à l'Union Belge en 1912. Actif durant la Première Guerre mondiale malgré les combats qui secouent la région, il a très probablement fusionné durant le conflit avec l'Union Sportive Courtraisienne, créée en 1913.
Après la guerre, le club est absorbé par le SC Courtraisien, fondé en 1901, pour former Courtrai Sports. Le SC Courtraisien dont il est ici question est semble-t-il un club différent du SC Courtraisien qui participe au championnat 1899-1900, et est à l'origine de l'actuel KV Courtrai. Actuellement[Quand ?], il n'y a aucune source fiable permettant de trancher s'il s'agit du FC Courtraisien, créé à l'origine sous un autre nom, ou du même SC Courtraisien que celui (re?)fondé en 1901.

### Finale
La finale se dispute en aller-retour, et oppose les vainqueurs des deux séries. Après une victoire sur le terrain du FC Brugeois, il n'y a plus guère de suspense pour le match retour, largement remporté par le Racing Club de Bruxelles. Ce dernier décroche ainsi le deuxième titre de son Histoire.
| Date               | Match                   | Résultat |
| ------------------ | ----------------------- | -------- |
| 29 avril 1900      | FC Brugeois - Racing CB | 0-3      |
| 6 mai 1900         | Racing CB - FC Brugeois | 8-1      |
| RACING CB champion |                         |          |

### Meilleur buteur
Charles Atkinson Grimshaw (Racing CB) : nombre de buts inconnu. Il est le troisième joueur différent à être sacré meilleur buteur du championnat, le deuxième anglais et le deuxième du Racing CB.

## «Division 2»
Une deuxième série est organisée, opposant les équipes réserves de certains clubs à des clubs débutants. Comme la saison précédente, elle porte le nom de « Division 2 ». Avec quatorze clubs engagés, dont un qui cesse ses activités en cours de saison, elle est divisée en trois groupes géographiques, de manière inégale. En effet, le « Groupe Anvers » ne comprend qu'une seule équipe, la réserve de l'Antwerp FC, qui se qualifie ainsi directement pour les demi-finales. Le « Groupe Liège » ne compte que deux équipes, alors que les dix autres sont rassemblées dans le « Groupe Brabant », dont deux équipes sont qualifiées pour les demi-finales.
Les demi-finales sont jouées en une seule manche, et donnent lieu à une finale 100 % bruxelloise entre la réserve du Racing CB et le Daring Brussels Football Club. Cette finale est jouée en aller-retour, et voit la victoire de la réserve du Racing CB, permettant au club bruxellois de réaliser un doublé « Division 1 / Division 2 » cette saison.

### Groupe Anvers
La réserve de l'Antwerp FC est la seule équipe engagée, et se qualifie donc sans jouer.

### Groupe Brabant
| Rang | Équipe                     | Pts | J  | G  | N | P  | Bp | Bc | Diff |
| ---- | -------------------------- | --- | -- | -- | - | -- | -- | -- | ---- |
| 1    | Rés. Racing CB             | 38  | 20 | 18 | 2 | 0  | 70 | 9  | +61  |
| 2    | Daring Brussels FC         | 31  | 20 | 15 | 1 | 4  | 45 | 36 | +9   |
| 3    | Union St-Gilloise          | 30  | 20 | 14 | 2 | 4  | 38 | 20 | +18  |
| 4    | Rés. Léopold CB            | 28  | 20 | 13 | 2 | 5  | 22 | 15 | +7   |
| 5    | Intrépide FC               | 25  | 20 | 12 | 1 | 7  | 32 | 27 | +5   |
| 6    | Olympia CB                 | 22  | 20 | 10 | 2 | 8  | 24 | 29 | -5   |
| 7    | CS Schaerbeek              | 10  | 20 | 4  | 2 | 14 | 18 | 30 | -12  |
| 8    | US Bruxelloise             | 9   | 20 | 4  | 1 | 15 | 9  | 42 | -33  |
| 9    | Rés. Skill FC Bruxelles    | 6   | 20 | 3  | 0 | 17 | 17 | 30 | -13  |
| 10   | Rés. Athletic & Running CB | 5   | 20 | 2  | 1 | 17 | 17 | 41 | -24  |
| 11   | Bruxelles FC               | 0   | 0  | 0  | 0 | 0  | 0  | 0  | 0    |

Le CS Schaerbeek qui participe à cette compétition est un précurseur du futur Club Sportif de Schaerbeek, créé en 1912.
Le Daring Brussels Football Club est issu d'une fusion entre le Daring Club de Bruxelles, fondé en 1895 et affilié à l'Union Belge en 1897, et le Brussels FC. Lorsque les travaux de construction de la basilique de Koekerlbeg débutent, le Daring est chassé de son terrain et s'installe à Jette sur l'ancien terrain du Brussels FC.

### Groupe Liège
| Rang | Équipe           | Pts | J | G | N | P | Bp | Bc | Diff |
| ---- | ---------------- | --- | - | - | - | - | -- | -- | ---- |
| 1    | Verviers FC      | 2   | 2 | 1 | 0 | 1 | 8  | 7  | +1   |
| 2    | Rés. FC Liégeois | 2   | 2 | 1 | 0 | 1 | 7  | 8  | -1   |

Un test-match est probablement organisé pour départager les deux équipes, mais aucune source fiable connue n'en fait mention.

### Phase finale de Division 2
Les demi-finales se jouent en un match, sur le terrain de la première équipe tirée. La finale se joue elle en aller-retour.
|  | Demi-finales       | Demi-finales       |   |   | Finale         | Finale | Finale |
|  |                    |                    |   |   |                |        |        |
|  | Rés. Racing CB     | 10                 |   |   |                |        |        |
|  | Rés. Antwerp FC    | 1                  |   |   |                |        |        |
|  |                    |                    |   |   | Rés. Racing CB | 2      | 5      |
|  |                    | Daring Brussels FC | 0 | 0 |                |        |        |
|  | Daring Brussels FC | 5                  |   |   |                |        |        |
|  | Verviers FC        | 0                  |   |   |                |        |        |

## Récapitulatif de la saison
- Champion : Racing Club Bruxelles (2e titre)
- Deuxième équipe à remporter deux titres de champion
- Deuxième titre pour la province de Brabant

| Région flamande (5)             | Région flamande (5) | Province de Brabant (4)      | Province de Brabant (4) | Région wallonne (1)    | Région wallonne (1) |
| ------------------------------- | ------------------- | ---------------------------- | ----------------------- | ---------------------- | ------------------- |
| Province d'Anvers               | 1                   | Région de Bruxelles-Capitale | 4                       | Province de Hainaut    | 0                   |
| Province de Flandre-Occidentale | 3                   | Province du Brabant flamand  | 0                       | Province de Liège      | 1                   |
| Province de Flandre-Orientale   | 1                   | Province du Brabant wallon   | 0                       | Province de Luxembourg | 0                   |
| Province de Limbourg            | 0                   |                              |                         | Province de Namur      | 0                   |

1. ↑  Au niveau footballistique, la province de Brabant est toujours unitaire malgré sa partition territoriale en 1995.

### Admission et relégation
Le règlement de la fédération ne prévoit ni relégation, ni admission automatique de nouveaux clubs. L'intégration de nouvelles équipes se fait sur « invitation ». Trois équipes sont admises pour la première fois en championnat : le Cercle Sportif Brugeois, le Sporting Club Courtraisien et le Skill Football Club de Bruxelles. Le Racing Club de Gand participe lui pour la première fois sous cette appellation, mais il n'est pas considéré comme un « nouveau venu », vu qu'il se base sur deux clubs ayant disputé le championnat précédent : l'AC Gantois et le Sport Pédestre Gantois.
En fin de saison, trois clubs choisissent de se retirer volontairement du championnat : le RC de Gand, le SC Courtraisien et l'Antwerp FC. Ce dernier décide de quitter « temporairement » la compétition par manque de joueurs. En effet, la quasi-totalité de l'effectif rejoint un nouveau club créé dans la métropole, le Beerschot AC. Cette migration de joueurs marque le début d'une rivalité séculaire entre les deux équipes.

### Débuts en séries nationales
Trois clubs donc font leurs débuts en séries nationales. Ils sont les douzième, treizième et quatorzième clubs différents à y apparaître.
- Le Skill Football Club de Bruxelles est le sixième club de la province de Brabant (ainsi que de Bruxelles) à jouer en séries nationales belges.
- Le Cercle Sportif Brugeois et le Sporting Club Courtraisien sont les troisième et quatrième clubs de la province de Flandre-Occidentale à jouer en séries nationales belges.

### Bilan de la saison
| Championnat de Belgique de football 1899-1900 |                                  |
| Champion                                      | Racing Club Bruxelles (2e titre) |
| Dauphin                                       | FC Brugeois                      |
| Promotions et relégations                     |                                  |
| Promus en Division d'Honneur                  | Beerschot AC                     |
| Promus en Division d'Honneur                  | Verviers FC                      |
| Relégués                                      | SC Courtraisien                  |
| Relégués                                      | RC de Gand                       |
| Relégués                                      | Antwerp FC                       |